# Bert & Friends
Bert & Friends je česká popová hudební skupina, jejímž frontmanem je Albert Romanutti. Jejich skladby se vyznačují silným psychedelickým pojetím a abstraktními texty. Kapela debutovala roku 2016 singlem Haluzinace. Roku 2019 byla skupina nominována na Cenu Anděl v kategorii Objev roku, ale nezvítězila. Léta 2021 vyhrála kapela ocenění v kategorii Videoklip na Ceny Anděl za rok 2020, byla nominována na Objev roku v rámci ceny Český Slavík a vyhrála v kategorii Inovace v hudbě cenu Apollo. V roce 2022 kapela vyhrála Objev roku v Anketě Žebřík.

## Alter ega
Albert Romanutti říká, že každá jeho píseň musí mít svůj vlastní vesmír. K většině z nich tak vytvořil alter ega, ve filmu o dokumentu o Plodech moří jich dokonce vystupuje rovnou několik najednou, např. „produkční“ skupiny Mirouszek, technik Vnislav Laboratoř, Luboš Luxátor a další. Všechny postavy se později objevily ve videoklipu na singl Piš mi básně, který skupina zveřejnila v listopadu 2020.

## Supr
Kapela v listopadu 2019 vydala své první EP Supr, které pokřtila v předposledním koncertu stejnojmenného turné ve vyprodané pražské MeetFactory.
| Pořadí | Název      | Autor            | Délka |
| ------ | ---------- | ---------------- | ----- |
| 1.     | Jupíter    | Albert Romanutti | 5:22  |
| 2.     | Lambaláda  | Albert Romanutti | 3:40  |
| 3.     | Enterprise | Albert Romanutti | 4:22  |
| 4.     | Akamaféra  | Albert Romanutti | 6:00  |

## Klasirdo
V červnu 2020 vydala druhé album Klasirdo, na kterém byly živé verze všech singlů společně se skladbami Ouverture, Well a Finale.
| Pořadí | Název             | Autor            | Délka |
| ------ | ----------------- | ---------------- | ----- |
| 1.     | Ouverture (Live)  | Albert Romanutti | 1:03  |
| 2.     | Plody moří (Live) | Albert Romanutti | 4:41  |
| 3.     | Akamaféra (Live)  | Albert Romanutti | 5:55  |
| 4.     | Enterprise (Live) | Albert Romanutti | 5:21  |
| 5.     | Lupanárium (Live) | Albert Romanutti | 5:38  |
| 6.     | Lambaláda (Live)  | Albert Romanutti | 5:00  |
| 7.     | Haluzinace (Live) | Albert Romanutti | 6:27  |
| 8.     | Well (Live)       | Albert Romanutti | 4:31  |
| 9.     | Finale (Live)     | Albert Romanutti | 4:30  |

## Panna a netvor
V listopadu 2020 vydala EP Panna a netvor, pár týdnů po vydání singlu Piš mi básně. 2050 Tour, které mělo na toto album navazovat, se kvůli pandemii muselo odložit, původně na jaro, následně na podzim 2021.
| Pořadí | Název        | Autor            | Délka |
| ------ | ------------ | ---------------- | ----- |
| 1.     | Vstupte      | Albert Romanutti | 2:14  |
| 2.     | Amore mio    | Albert Romanutti | 4:30  |
| 3.     | Piš mi básně | Albert Romanutti | 4:29  |
| 4.     | Ejchuchu     | Albert Romanutti | 5:52  |

## 2050: Live at Strahov
V říjnu 2021, krátce před začátkem turné 2050 Tour vydala skupina své třetí album s názvem 2050: Live at Strahov; název i obsah alba odkazují na koncert v roce 2050 na Velkém strahovském stadionu, který kapela dlouhodobě zmiňuje, například v textu písně Jupíter z EP Supr nebo v rozhovorech s frontmanem Albertem Romanutti, který často za kapelu mluví nejen o tomto koncertu, ale i o tom, že samotná skupina se definuje jako „nejslavnější kapela z roku 2050, která se vrátí v čase, aby zahrála své největší hity z roku 2049“. Album obsahuje 9 písní, které jsou upraveny na 3D zvuk a je k nim dodána i atmosféra koncertu formou zvuku diváků, kterých se na stadion vejde 340 tisíc, aby deska tvořila pravý dojem. Dvě písně (Moje fuga a Eurohalda) jsou nové, v případě Eurohaldy lehce s využitím již použitého textu a melodie ze singlu Haluzinace (2016). Některé starší písně jsou na „koncertu“ zahrány v lehce jiném aranžmá, například Plody moří na akustickou kytaru a theremin.
| Pořadí | Název                          | Autor            | Délka |
| ------ | ------------------------------ | ---------------- | ----- |
| 1.     | Intro (Live at Strahov)        | Albert Romanutti | 2:04  |
| 2.     | Jupíter (Live at Strahov)      | Albert Romanutti | 5:27  |
| 3.     | Lambaláda (Live at Strahov)    | Albert Romanutti | 4:02  |
| 4.     | Piš mi básně (Live at Strahov) | Albert Romanutti | 4:44  |
| 5.     | Moje fuga (Live at Strahov)    | Albert Romanutti | 1:45  |
| 6.     | Křest (Live at Strahov)        | Albert Romanutti | 2:43  |
| 7.     | Plody moří (Live at Strahov)   | Albert Romanutti | 2:48  |
| 8.     | Eurohalda (Live at Strahov)    | Albert Romanutti | 2:32  |
| 9.     | Amore Mio (Live at Strahov)    | Albert Romanutti | 6:56  |

## Rudolfinum
Dne 18. listopadu 2023 vyprodala skupina Bert & Friends pražské Rudolfinum se svým programem Klasirdo. Koncert proběhl jako závěrečný večer festivalu Prague Sounds a zaznamenala ho Česká televize pro iVysílání, stejně jako Radio Wave Českého rozhlasu.
Podle Czechmag.cz šlo o „magický závěr festivalu“, koncert byl označen za „krásný, nejlepší a nádherný“ a vyzdvihována byla jeho „surreálně rozevlátá, dojemná a zároveň upřímná“ atmosféra. Radio Wave uvedlo, že kapela „válcuje vyprodané koncertní sály“ a kombinací „bizarní nadsázky a hudební sofistikovanosti“ posouvá koncertní zážitky dál.  Server Vltava.rozhlas.cz citoval kapelu, že Rudolfinum pro ně znamenalo „totální polární záři“.

## Jižní Korea a Japonsko
V říjnu 2024 vystoupila skupina Bert & Friends na dvou významných asijských hudebních festivalech. Nejprve se představila na Seoul Forest Jazz Festivalu v Jižní Koreji, následně pak na Yokohama Jazz Promenade v Japonsku.

## České moře
V říjnu 2024 vydali Bert & Friends své první dlouhohrající album České moře. Frontman Albert Romanutti v rozhovorech popisuje desku jako „imaginační ostrov“, který si vytvořil – prostor, kde se odehrávají všechny skladby, místo, kam „můžeš jet na výlet, nebo tam zůstat“. Během tvorby alba vznikly také dva obrazy, které tento svět vizuálně doprovázejí. Josef Vlček ve své recenzi pro časopis Headliner album označil za „tak výjimečné, že se dá nazvat přímo stylotvorným“.
Videoklip k titulní skladbě režírovaly Šimona Müllerová a Albert Romanutti. Natáčení probíhalo přibližně šestnáct dní v okolí Orlíka, který Romanutti dobře znal z dětství.
Křest alba proběhl 23. listopadu 2024 v pražském Foru Karlín a šlo o dosud největší samostatný koncert skupiny. Jako předkapela vystoupili František Skála a Provodovjané, kteří večer otevřeli dechovým setem. Právě František Skála během koncertu album slavnostně pokřtil.
Koncert sklidil pozitivní ohlasy v médiích. Server Klubovna ho popsal jako „kombinaci dechovky a psychedelie, která ukázala, že možné je všechno“. Full Moon Zine označil vystoupení za „vizuálně výrazné a emocionálně silné“, které „naplnilo představu o současném popu na hranici reality“.